# Hjørdis Bjarke
Hjørdis Bjarke, född 18 maj 1909 i Kristiania (nuvarande Oslo), död 11 september 2001 i Bergen, var en norsk skådespelare.
Bjarke scendebuterade i Oslo 1931. Mellan 1934 och 1982 var hon vid Den Nationale Scene i Bergen som karaktärsskådespelare. Hon spelade i flera av Henrik Ibsens pjäser, bland annat som Solveig och Aase i Peer Gynt, Agnes i Brand och Thea Elvsted i Hedda Gabler. Hon medverkade också i radiopjäser mellan 1954 och 1984. Vid sidan av teatern medverkade hon i två filmer: En glad gutt (1932) och Syndare i sommarsol (1934).
Hon var från 1932 till hans död 1969 gift med Andreas Bjarke. De hade två barn tillsammans.

## Filmografi
- 1932 – En glad gutt – en bondflicka
- 1934 – Syndare i sommarsol – Sigrid